# Biserica „Sfinții Arhangheli” din Malcoci
Biserica „Sf. Arhangheli” cu pictură murală este o biserică amplasată în Malcoci, raionul Ialoveni, Republica Moldova. Este un monument arhitectural și de artă de importanță națională inclus în Registrul monumentelor Republicii Moldova ocrotite de stat cu nr. 735 (raionul Ialoveni). Datează din 1913.